# Candelaria la Estancia
Candelaria la Estancia är en ort i Mexiko.   Den ligger i kommunen Villa Sola de Vega och delstaten Oaxaca, i den sydöstra delen av landet, 400 km sydost om huvudstaden Mexico City. Candelaria la Estancia ligger 940 meter över havet och antalet invånare är 230.
Terrängen runt Candelaria la Estancia är kuperad åt sydväst, men åt nordost är den bergig. Candelaria la Estancia ligger nere i en dal. Runt Candelaria la Estancia är det glesbefolkat, med 15 invånare per kvadratkilometer. Närmaste större samhälle är San Cristóbal Honduras, 4,2 km söder om Candelaria la Estancia. I omgivningarna runt Candelaria la Estancia växer i huvudsak städsegrön lövskog.